# Маццукато, Микеле
| Открытые астероиды: 3                               | Открытые астероиды: 3 |
| --------------------------------------------------- | --------------------- |
| (216345) Савильяно [1]                              | 4 декабря 2007        |
| (236784) Livorno [1]                                | 12 августа 2007       |
| (246153) Waltermaria [2]                            | 15 августа 2007       |
| 1. совместно с Лучано Тези 2. совместно с Dolfi, F. |                       |

Микеле Маццукато (итал. Michele Mazzucato, 21 октября 1962) — итальянский астроном-любитель, первооткрыватель комет и астероидов, а также сверхновых звёзд. В течение 2007 года совместно с другими итальянскими астрономами Лучано Тези и F. Dolfi им было открыто в общей сложности 3 астероида. Помимо этого им было обнаружено шесть долгопериодических комет (C/2006 F5, C/2006 Y9, C/2006 Y11, C/2007 W4, ,C/2008 L8, C/2008 X8), свыше 100 сверхновых звёзд и несколько объектов пояса Койпера.
Микеле Маццукато работает лесничим и является профессиональным геодезистом. Основными его интересами являются история астрономии и астрометрия малых тел Солнечной системы. Является членом различных научных союзов и соучредителем «Gruppo M1 Astrofili» итальянской коммуны Кастильоне-дей-Пеполи. Автор многочисленных научно-популярных статей и нескольких книг.
В знак признания его заслуг одному из астероидов было присвоено его имя (35461) Маццукато.